# Ricoldo da Monte Croce
Ricoldo da Monte Croce (ou Ricold de Montecroix, en latin Ricoldus de Monte Crucis, de son vrai nom Ricoldo Pennini) (né à Florence v. 1243, mort dans la même ville le 31 octobre 1320) est un religieux dominicain italien, missionnaire, grand voyageur et apologiste du christianisme.

## Biographie
Après des études dans plusieurs villes européennes, Ricoldo Pennini entra dans l'Ordre des Prêcheurs en 1267, comme membre du couvent de Santa Maria Novella, à Florence, où il prononça des vœux au printemps 1268, puis il fut à partir de 1272 professeur dans plusieurs couvents de l'Ordre en Toscane: à Pise, à Prato et à Lucques, et au début 1288 lecteur à Santa Maria Novella.
Il obtint grâce au général de son Ordre, Munio de Zamora, une commission du pape Nicolas IV pour prêcher en Orient, et il embarqua pour Saint-Jean-d'Acre pendant l'été 1288. Visitant d'abord les Lieux Saints de Palestine (c'est alors qu'il prit le surnom de Ricoldo da Monte Croce), il rejoignit ensuite par la mer, au printemps 1289, le port de Lajazzo, en Cilicie, et entreprit un long voyage par Sivas et Erzurum jusqu'à Tabriz, capitale de l'ilkhan Arghoun, où il arriva fin 1289; il y prêcha et y étudia l'arabe. Au début il prêchait en langue arabe par l'intermédiaire d'un truchement (voir Drogman).
Au printemps 1290, il gagna Mossoul, où il eut des échanges avec les chrétiens nestoriens de la ville, et aussi avec le maphrien jacobite Bar-Sauma, frère et successeur de Bar-Hebraeus, qui résidait au couvent Mor Mattay à 30 km au nord de la ville. Gagnant ensuite Bagdad, où les dominicains étaient déjà installés, il reçut au début du catholicos Yahballaha III le droit de prêcher dans la cathédrale nestorienne, mais les prêtres l'en chassèrent un jour où il appela la Vierge « Mère de Dieu »; il dit avoir rendu visite au catholicos, qui résidait alors « à dix journées de voyage de Bagdad », et l'avoir convaincu de la fausseté de la doctrine de Nestorius, mais que les évêques de son entourage furent exaspérés de la tournure prise par la discussion. Il eut également accès aux deux plus célèbres écoles coraniques de la ville, les madāris Nizāmīya et Mustanşirīya, et entreprit alors de traduire le Coran en latin.
Après la prise de Saint-Jean-d'Acre par les Mamelouks (18 mai 1291), il nota une détérioration des relations entre les religions, et un mouvement de conversion des non-musulmans à l'islam. Il finit par quitter Bagdad pour retourner à Mossoul, mais fut molesté par des musulmans au cours du voyage.
On ignore quand Ricoldo regagna l'Italie, mais un document de notaire indique qu'il était à Florence le 21 mars 1301. Il exerça ensuite d'importantes responsabilités dans son Ordre: en 1315, il fut nommé prædicator generalis pour la province de Rome; il finit sa vie comme prieur du couvent de Santa Maria Novella.

## Œuvres

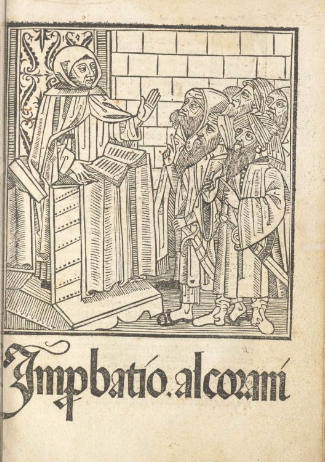
Page de titre de l'œuvre de Riccoldo publiée à Séville vers 1500, montrant un frère chrétien prêchant aux musulmans

Il est l'auteur d'un Itinerarium ou Liber peregrinationis, mise en forme des notes qu'il prit dès le début de son voyage et qu'il organisa en un livre sans doute à Bagdad. Il a également écrit cinq Lettres sur la perte de Saint-Jean-d'Acre (Epistulæ de perditione Accionis), lamentations après la prise de la ville et la mort de certains de ses frères dominicains.
À son retour à Florence, il rédigea son œuvre la plus fameuse, la Réfutation du Coran (Contra legem Sarracenorum), qui nourrit ensuite pendant des siècles la polémique chrétienne contre l'islam. Ses autres textes consacrés à la défense du christianisme contre d'autres religions sont: la Christianæ fidei confessio facta Sarracenis, le Contra errores Judæorum, le Libellus contra nationes orientales, le De variis religionibus.
Ricoldo est également l'auteur d'une Défense des doctrines de saint Thomas d'Aquin, composée vers 1285 en collaboration avec Jean de Pistoia, et d'un commentaire des Sentences de Pierre Lombard, réalisé aussi avant son voyage. Il commença en 1290 une traduction du Coran en latin, mais écrit lui-même qu'il abandonna cette entreprise par aversion pour le contenu de ce livre.
Quant à sa position sur l'islam, s'il appelle cette religion lex perditionis (et consacre sept chapitres de l'Itinerarium à la critiquer durement), il n'en loue pas moins les nombreuses vertus qu'il voit chez les musulmans, notamment la piété, l'hospitalité, la charité à l'égard des pauvres, l'esprit de concorde, la solidarité avec leurs coreligionnaires, le goût pour l'étude et le souci de la propreté. Il souligne que les chrétiens sont souvent loin de pratiquer ces vertus.

### Éditions
- Contra legem Sarracenorum
  - Manuscrit:
    - Contra legem Sarracenorum, dans Cod. Cus.107, éd. Th. Bibliander, vol. II, p. 83-165.

  - Editions:
    - Latin: 
      - Confutatio Alcorani, ed princeps, 1500
      - Confutatio Alcorani seu legis Saracenorum, ed de Picerni, 1507
      - Bibliander, Machumetis, Saracenorvm principis, eiusque successorum vitæ, ac doctrina, ipseque Alcoran, 1543: le texte est introduit dans la compilation de textes sur l'orient accompagnant cette traduction du Coran.
      - Confutatio legis latæ Saracenis a maledicto Mahometo, traduit en latin par Bartholomeus Picenus sur le texte grec de Demetrius Cydonius, Rome, Jo Bersicken, 1506
      - Confutatio Legis datæ Saracenis a maledicto Mahometo, Rome, Al. Zanettus, 1606

    - Grec: traduction de Demetrius Cydonius
    - Allemand: Verlegung des Alcoran; ed de Luther, 1542
    - Russe: traduit du latin en grec, puis du grec en russe au début du XVIe s.: on la trouve parmi les vies de saints (Четъи Минеи) de Macaire, au 31 juillet, sous le titre Сказание о срацынской вере (Récit sur la foi sarrazine)[8]

### Traductions
- Peregrinacion de frère Ricold de l'ordre des frères prescheurs, trad. du latin par Jean le Long d'Ypres, 1351.
- De Backer, Louis, L'Extrême Orient au Moyen Âge d'après les manuscrits d'un flamand de Belgique moine de Saint-Bertin à Saint-Omer et d'un prince d'Arménie moine de Prémontré à Poitiers, Paris, Leroux, 1877, p. 256.
- Pérégrination en Terre sainte et au Proche-Orient ; Lettres sur la chute de Saint-Jean-d'Acre, Honoré Champion, Paris, 1997. Recension par Denise Aigle, EPHE.